# Конгій
Конгій (congius — глечик) — римська міра об'єму для рідин. Дорівнює приблизно 3,28 л.
Часто конгіями вимірювали вино. Пліній Старший серед інших прикладів надмірного пиття вина згадує Новелло Торквато (Novellius Torquatus) з Мілану який одержав прізвисько «Tricongius» — «дев'ять — пляшок — я» за випиті три конгії вина.